# Josiah Royce
Josiah Royce (20. listopadu 1855, Grass Valley, Kalifornie – 14. září 1916, Cambridge, Massachusetts) byl americký novohegelovský filozof, logik a spisovatel.
Narodil se v Kalifornii krátce po Zlaté horečce, studoval filosofii a literaturu ma univerzitě v Berkeley. Po kratším pobytu v Německu, kde studoval u Rudolfa Hermanna Lotze, jako jeden z prvních obhájil roku 1878 doktorát filosofie na Johns Hopkins University v Baltimore. Potom přednášel na University of California v Berkeley a od roku 1882 na Harvardově univerzitě v Cambridge MA, kam ho pozval jeho přítel a filosofický odpůrce William James, od roku 1892 jako profesor.

## Život a myšlení
Royceovo myšlení ovlivnil jednak německý idealismus a filosofie 19. století, jednak sémiotika jeho přítele Charlese Peirce. Na rozdíl od svého staršího přítele W. Jamese Royce odmítal pragmatismus a trval na absolutní povaze matematických objektů i pravdy. Podmínkou možnosti pravdy je podle něho nekonečná mysl, která může myslet najednou všechny aspekty předmětu, což člověk zřejmě nemůže. V pozdějších letech se věnoval logice a její formalizaci a filosofii matematiky, kde také hledal absolutní oporu. Po celý život se zabýval filosofií náboženství a ve své metafysice nakonec nahradil představu nekonečné mysli nikdy nekončící interpretací ve společenství, které soustavně hledá pravdu.
Kromě filosofie se Royce věnoval také kalifornské historii a napsal řadu povídek. Z jeho četných žáků, kteří mimo jiné rozšířili myšlenky Ch. Peirce, vynikl zejména George Mead.

## Hlavní spisy
- The religious aspect of philosophy (Náboženská stránka filosofie, 1885)
- The world and the individual (Svět a jednotlivec, 1900-01)
- The problem of Christianity (Problém křesťanství, 1912 text)
- The sources of religious insight (Prameny náboženského vhledu, 1913 text)